# Pedro Antônio da Costa Moreira
Pedro Antônio da Costa Moreira (? — ?) foi um político brasileiro.
Foi presidente da província de Alagoas, de 26 de dezembro de 1876 a 16 de maio de 1877 e de ? a ? de 1877.